# Lisane-Christos Matheos Semahun
Lisane-Christos Matheos Semahun (* 19. Dezember 1959 in Addis Abeba) ist ein äthiopischer Geistlicher und Bischof von Bahir Dar-Dessie.

## Leben
Lisane-Christos Matheos Semahun empfing am 8. Mai 1988 die Priesterweihe.
Papst Benedikt XVI. ernannte ihn am 5. Januar 2010 zum Weihbischof in Addis Abeba und Titularbischof von Mathara in Numidia. Der Erzbischof von Addis Abeba, Berhaneyesus Demerew Souraphiel CM, spendete ihm am 18. April desselben Jahres die Bischofsweihe; Mitkonsekratoren waren Tesfasellassie Medhin, Bischof von Adigrat, und Musie Ghebreghiorghis OFMCap, Bischof von Emdeber.
Papst Franziskus ernannte ihn am 19. Januar 2015 zum ersten Bischof der mit gleichem Datum errichteten Eparchie Bahir Dar-Dessie.